# آق‌پینار، باشماقچی
اکپینار، باشماکسی (به لاتین: Akpınar, Başmakçı) یک منطقهٔ مسکونی در ترکیه است که در استان افیون قره‌حصار واقع شده‌است.

## خصوصیات
اکپینار ۳۷۵ نفر جمعیت دارد.